# Estación Cañuelas
Cañuelas es una estación ferroviaria ubicada en la ciudad homónima, en el partido homónimo, Provincia de Buenos Aires, Argentina.

## Infraestructura y servicios
Es la estación terminal del servicio diésel metropolitano e interurbano de la Línea General Roca que se presta entre esta estación y Ezeiza.
Es una de las bases operativas de Ferrosur Roca. La empresa desplaza piedra hacia y desde una fábrica ubicada junto a la estación.
El servicio de larga distancia de Trenes Argentinos con destino a Bahía Blanca transita por estas vías, sin tener parada programada en esta.
Existen otros dos servicios diésel entre esta estación y las estaciones de Lobos y Monte, parando además en algunas estaciones intermedias. Hay dos servicios matutinos y dos vespertinos en cada sentido de ambos servicios.
En Cañuelas finaliza la vía doble proveniente de Temperley, continuando como vía sencilla en sus dos ramales principales.

## Ubicación
Se encuentra ubicada a 64 km al sudoeste de la estación Constitución, y a unos 800 metros al sudeste del centro de la ciudad, en la intersección de las calles Libertad y Leandro N. Alem.
Dos kilómetros hacia el sur de la estación, se encuentra el Empalme Cañuelas Sud (también conocido como Kilómetro 66), sitio de fuerte tránsito de servicios de carga y punto en el cual finaliza la vía doble proveniente de Temperley; en vía simple las dos vías continúan hacia Bahía Blanca y Saladillo/Bolívar.

## Diagrama
| Vía 1                  | Partida de trenes hacia Monte (próxima La Noria) Partida de trenes hacia Lobos (próxima Uribelarrea) Terminal de trenes provenientes de Monte Terminal de trenes provenientes de Lobos |
| Plataforma central Sur | |
| Vía 2                  | Terminal de trenes provenientes de Ezeiza Partida de trenes hacia Ezeiza (próxima Htal. Cuenca Alta)                                                                                   |
| Vía 3                  | Terminal de trenes provenientes de Ezeiza Partida de trenes hacia Ezeiza (próxima Htal. Cuenca Alta)                                                                                   |
| Plataforma Norte       | |

## Galería de Imágenes

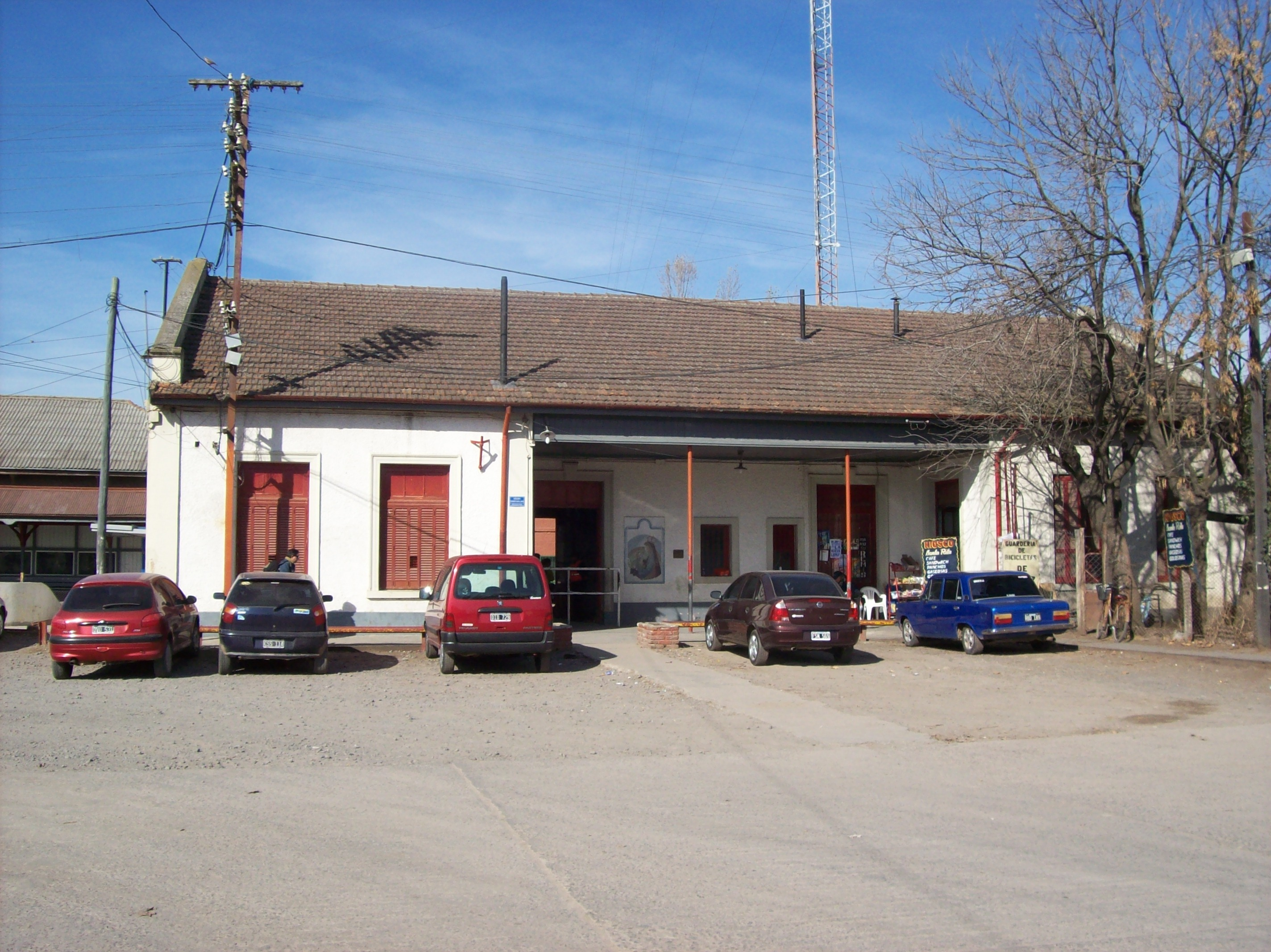
Fachada de la estación hacia la calle
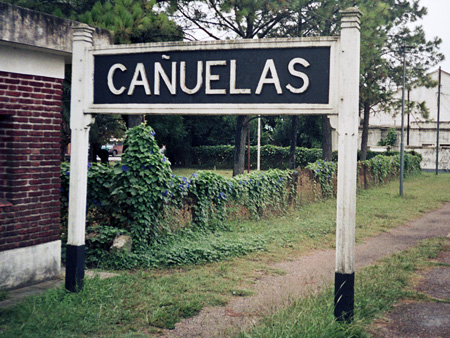
Nomenclátor
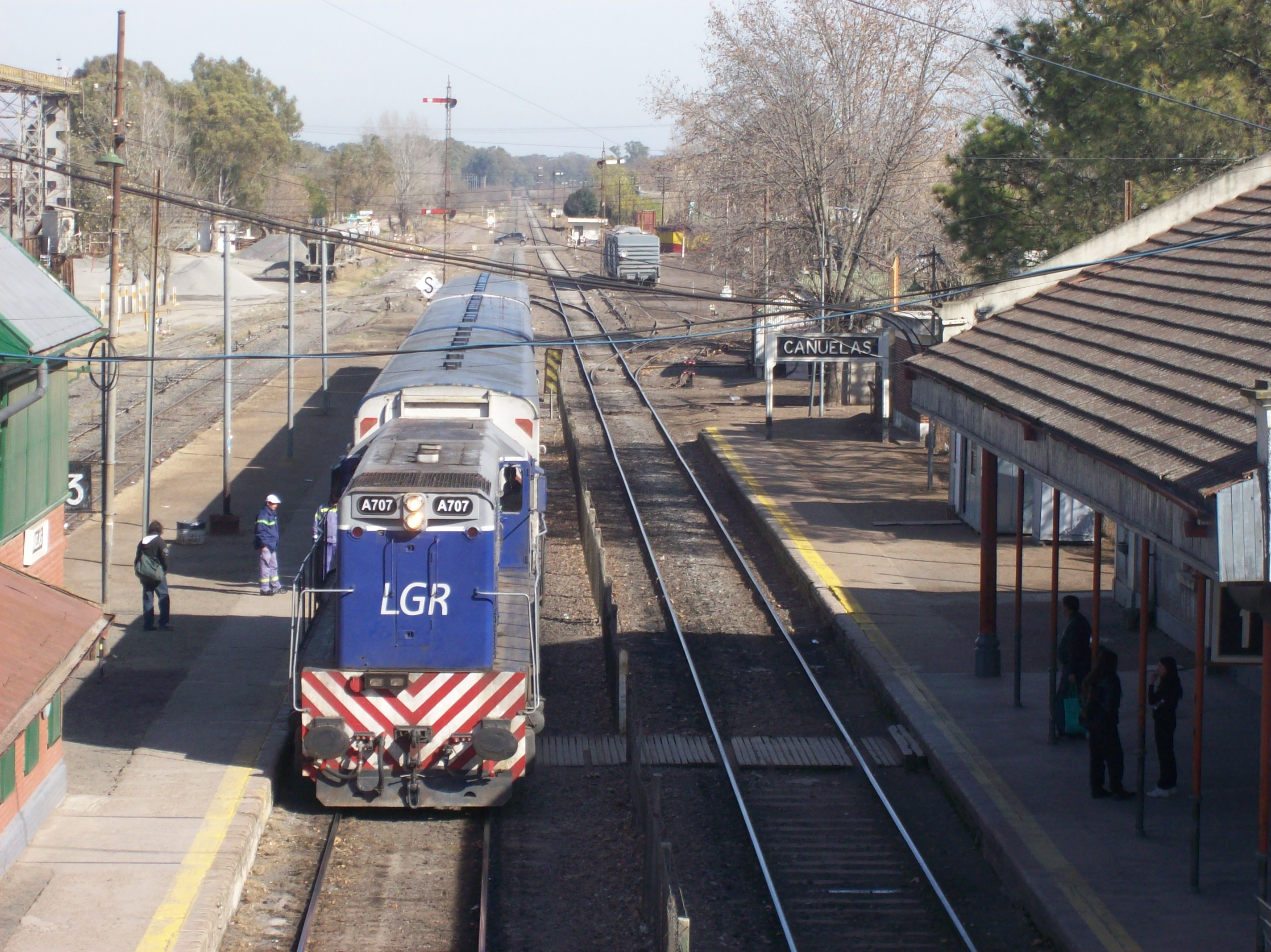
Formación diésel arribando a la estación
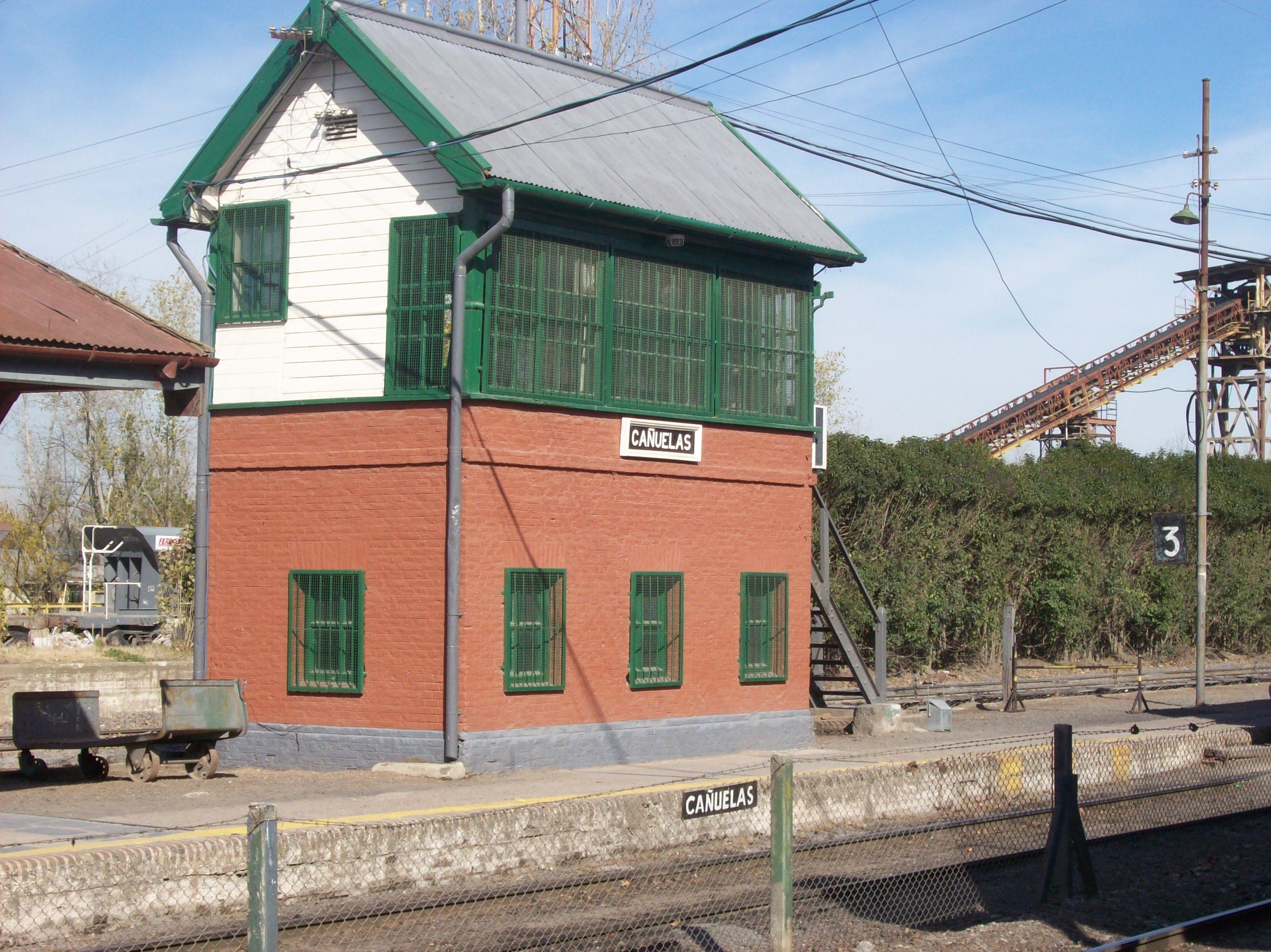
Cabina de señales
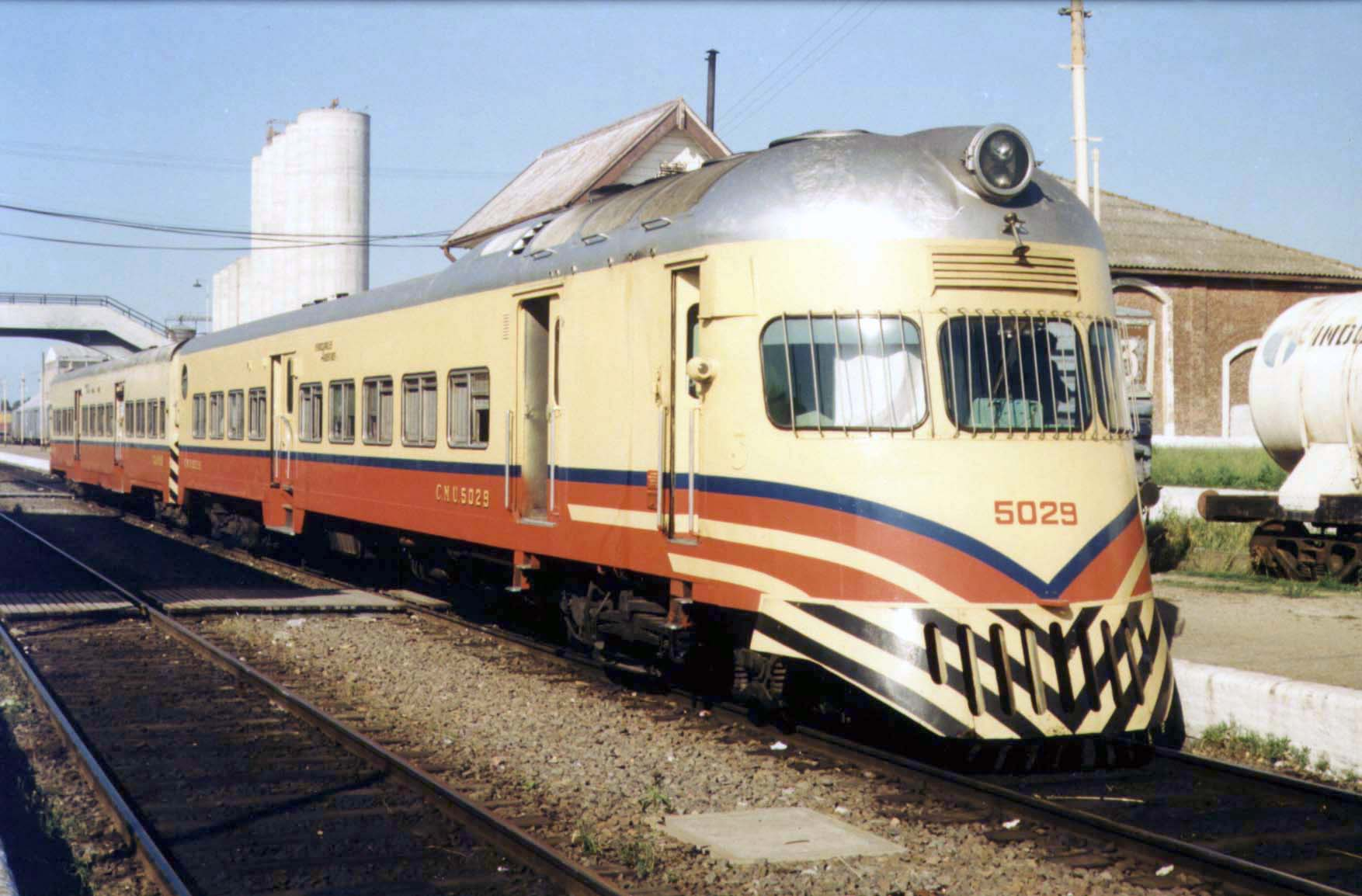
Coche Motor en la década del 90
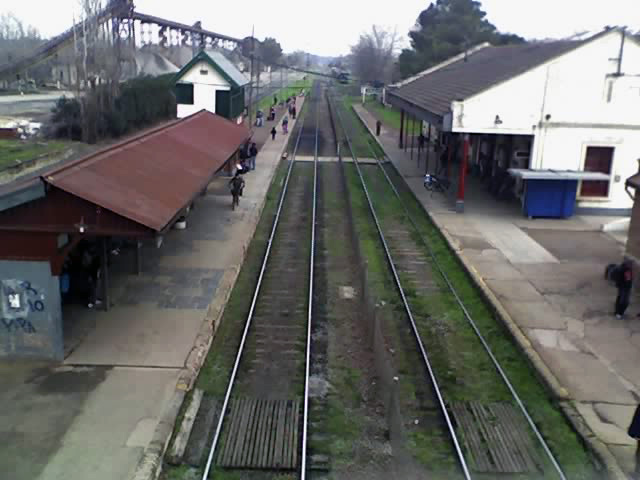
Vista general de la estación